# Araneus diabrosis
Araneus diabrosis este o specie de păianjeni din genul Araneus, familia Araneidae. A fost descrisă pentru prima dată de Charles Athanase Walckenaer în anul 1842.
Este endemică în New South Wales. Conform Catalogue of Life specia Araneus diabrosis nu are subspecii cunoscute.